# Penrhyn
Penrhyn (ook wel Tongareva, Mangarongaro, Hararanga, en Te Pitaka) is het grootste en meest afgelegen atol van de Cookeilanden in de Stille Oceaan.

## Geografie
Penrhyn bevindt zich 1365 km ten Noordnoordoosten van het eiland Rarotonga, op zo'n 9 graden ten zuiden van de evenaar. Het atol ligt op de hoogste onderwater vulkaan van de Cookeilanden, 4876 m boven het oceaan oppervlak. Het atol heeft een omtrek van 77 km, een lagoon van 90km², en een landoppervlakte van 9.84 km². Hiermee is het het grootste atol van de Cookeilanden. Het hoogste punt van het atol is nog geen 5m boven het zeeniveau.
Het atol bevat 19 eilanden:
- Ahu a Miria
- Ahuapapa
- Atiati
- Atutahi
- Kavea
- Mangarongaro
- Matunga
- Moananui
- Moturakina
- Painko

- Patanga
- Pokerere
- Ruahara
- Takuua
- Tekasi
- Temata
- Tepuka
- Tokerau
- Tuirai
- Veseru

## Bewoners en cultuur
Op Penrhyn woonden in 2006, 200 eilanders, waar het in 2001 nog 357 waren. Een meerderheid van 75% is aanhanger van de Cookeilandse Christelijke kerk, terwijl de overige 25% de Katholieke kerk aanhangt.

## Dorpen
Het Penrhyn atol heeft twee dorpen. Het hoofddorp Omoka, hoofd van de Penrhyn eilandraad, bevindt zich op het eiland Moananui, in het westen van de atol. Het dorp Te Tautua ligt op het eiland Pokerere, ten oosten van het atol.